# Brutteich
Der Brutteich ist ein vier Hektar großes Staugewässer und liegt etwa einen Kilometer südwestlich von Neuhaus an der Eger, einem Ortsteil der Stadt Hohenberg an der Eger im Landkreis Wunsiedel im Fichtelgebirge (Nordostbayern). Er liegt im Naturraum Selb-Wunsiedler Hochfläche und ist Teil einer Teichkette, bestehend aus Brutteich, Zipfelteich, Hirtenteich, Flachteich und Schützteich.

## Naturschutz
Die Teichanlage und ihr Umfeld sind seit 1994 Naturschutzgebiet mit etwa zehn Hektar Gesamtfläche. Die ausgedehnten Verlandungszonen und umgebenden Gehölz- und Wiesenbereiche bieten einen Lebensraum für hochgradig gefährdete Tier- und Pflanzenarten.

## Geschichte
Der Teich wird im Landbuch der Sechsämter von 1499 als „Prutweyer“ erwähnt. In ihm „zeucht man prutt und setzling“ für die Karpfenzucht. 

## Karten
- Digitale Ortskarte 1:10000 Bayern (Nord) des Landesamtes für Vermessung und Geoinformation Bayern 2007
- Fritsch Wanderkarte Nr. 106 Selb-Schönwald, Maßstab 1:35.000